# کنت کرونهولم
کنت کرونهولم (انگلیسی: Kenneth Kronholm؛ زادهٔ ۱۴ اکتبر ۱۹۸۵) بازیکن فوتبال اهل ایالات متحده آمریکا است.
از باشگاه‌هایی که در آن بازی کرده‌است می‌توان به باشگاه فوتبال هولشتاین کیل، باشگاه فوتبال اف‌اس‌وی فرانکفورت، باشگاه فوتبال وولفسبورگ، باشگاه فوتبال یان رگنسبورگ، باشگاه فوتبال کارل زایس ینا، باشگاه فوتبال فورتونا دوسلدورف، باشگاه فوتبال هانزا روستوک، و باشگاه فوتبال مانهایم اشاره کرد.